# Gerald FitzMaurice
Gerald FitzMaurice  de jure uxoris 1er seigneur d'Offaly (né au Pays de Galles c. 1150 mort vers 15 janvier 1204) est un noble Cambro-Normand qui avec son père Maurice FitzGerald seigneur de Lanstephan, participe à l'Invasion normande de l'Irlande (1169–71). Avec ses cinq frères et sa sœur  Nesta ils fondent la célèbre dynastie FitzGerald/FitzMaurice qui joue un rôle important dans l'histoire de l'Irlande. Du droit de son épouse, l'héritière Eve de Bermingham, Gerald reçoit la baronnie d'Offaly, dans il devient le premier seigneur (anglais: Lord). Il est l'ancêtre des lignées de  Kildare  et de Leinster de la dynastie. Son père Maurice avait obtenu, de son côté, la seigneurie d'Offelan dans le nord du Comté de Kildare en 1175 de Richard FitzGilbert de Clare.

## Origine
Gerald FitzMaurice naît au Pays de Galles vers 1150, il est le fils puîné de Maurice FitzGerald, seigneur de Lanstephan et de son épouse, Alice une fille d'Arnoul de Montgommery Gerald a une sœur, Nesta, qui porte le nom de sa célèbre grand-mère la princesse 
Nest ferch Rhys, et cinq frères, dont l’aîné, William FitzMaurice, 1er Baron de Naas

## Carrière
Le père de Gerald est le chef  de la première troupe de Normands qui débarquent en Irlande en 1169 afin d'assister le souverain exilé de Leinster Dermot MacMurrough à reconquérir son royaume.Accompagnant leur père en Irlande, Gerald et son frère Alexander démontrent leur valeur au combat contre Ruaidri Ua Conchobair sous les murs de Dublin en 1171. Après la mort de leur père, le 1er septembre 1176, le frère aîné de Gerald, William lui accorde la moitié du cantref d'Ophelan avec comme centres à Maynooth et Rathmore, dans l'actuel comté de Kildare. Leur possession lui est confirmée par le Prince Jean en 1185. 
William Fitzaldhelm (en) le dépossède lui et ses frères de leur place forte de Wicklow, bien qu'ensuite il leur accorde Ferns dans le comté de Wexford en contrepartie. Il reçoit également de  Strongbow Naas et d'autres districts de ce qui deviendra le Comté de Kildare, ou il érige le château de Maynooth.
En 1197, il prend part à la conquête de  Limerick acquérant Croom. En 1199, le reçoit du roi Jean sans Terre des lettres de protection, par laquelle il est ordonné 
de faire droit à Maurice Fitzphilip pour les domaines de  Gessil et Lega, qu'il avait pris à Maurice. Entre 1185 et 1204, Fitzgerald, établit une implantation à Geashill. Désigné à l'origine sous le nom de Motte castrale, c'était un château en bois sur un monticule de terre, à proximité se trouvaient l'église et les habitations des tenanciers. À sa mort Gerald est toujours détenteurs de ces domaines. Au XVe siècle la forteresse de bois de Geashill est remplacée par un château d'habitation en pierre. Actuellement il ne reste que les ruines du mur ouest du château.  
Gerard est souvent présenté comme  « Baron » d'Offaly, le cantref central des possessions de son père. Il meurt vers le 15 janvier 1204. Gerald est décrit par son cousin  Giraldus Cambrensis, comme étant « de petite stature, mais distingué par sa prudence et son honnêteté ». Il est l'ancêtre en ligne paternelle des comtes de Kildare postérieurs.

## Union et postérité
Vers 1193, Gerald épouse  Eve de Bermingham (morte entre juin 1223 et décembre 1226), fille de
Sir Robert de Bermingham. Par ce mariage, il reçoit la baronnie d'Offaly, devenant le premier  FitzGerald Seigneur d' Offaly. Gerald et 
Eve ont un fils::
- Maurice FitzGerald (2e seigneur d'Offaly), Justiciar d'Irlande (1194- 20 mai 1257), qui épouse Juliana N.N., avec qui il quatre fils.

Après la mort de Gerald en 1204, Eve contracte deux autres unions. Son second mari sera  Geoffrey FitzRobert, et en troisièmes noces elle épousera après 1211, Geoffrey de Marisco, Justiciar d'Irlande.

## Source
- (en) T.W Moody, F.X. Martin, F.J. Byrne, A New History of Ireland IX Maps, Genealogies, Lists. A companion to Irish History part II, Oxford, Oxford University Press, 2011 (ISBN 9780199593064)
- (en) Donnchadh Ó Corráin, Ireland before the Normans, Dublin, Gill & Macmillan, 1972, p. 152-157 The Struggles of Turlough O Connor (1114-1156)